# 亞喀巴省
亞喀巴省（阿拉伯语：‎）是約旦的一個省份，位於該國西南部。西鄰以色列，南鄰沙烏地阿拉伯，西南面向亞喀巴灣，是該國唯一沿海省份。面積6,583平方公里，2004年人口 101,736人。首府亞喀巴是該國唯一的港口和沿海度假勝地。下分3區。